# Schloss Attalens
Das Schloss von Attalens ist eine Burganlage in Attalens im Vivisbachbezirk des Kantons Freiburg in der Schweiz.

## Lage
Der Herrschaftssitz erhebt sich südwestlich oberhalb von Attalens auf einer kleinen Anhöhe in der nach ihm benannten Rue du Château (deutsch Schlossstrasse).

## Geschichte
Das im Jahr 867 erstmals als Haltningum erwähnte Attalens befindet sich schon in der Antike an einer – archäologisch nachgewiesenen – römischen Strasse, die aber vermutlich nur eine Seitenstrasse der Hauptverbindungen war. Auch ein römischer Gutshof mit Gräberfeld aus dem Frühmittelalter ist nachweisbar. Im Jahr 1068 hat das Adelsgeschlecht de Blonay hier Einfluss, eine Burg wird aber – im Gegensatz zu Kirche und Dorf – nicht in ihrem Besitz erwähnt. 1134 ist Amadeus de Blonay unter anderem auch Herr von Attalens.
Das Schloss selbst entstand um das Jahr 1200 durch das Adelsgeschlecht d’Oron, dessen Verwandtschaft mit der Familie de Blonay vermutet wird. Im Jahr 1274 wird es erstmals als ihr Besitz erwähnt. Von 1307 bis 1375 waren die Herrschaften Bossonnens und Attalens geteilt, sonst gemeinsam in der Hand der d’Oron. Im 13. Jahrhundert traten die Mitglieder der Familie d’Oron als Vasallen in Erscheinung. Zunächst waren sie im Dienst der Grafen von Genf, dann Vasallen der Grafen von Savoyen. Von den Savoyern ging Attalens später an die Adelsfamilien de La Baume und de La Tour zu Lehen. So war die Frau von Jean de La Baume, Jeanne de La Tour-d’Illeins, u. a. eine Dame d’Attalens, eine Bezeichnung, die auch ihre gemeinsame Tochter Antoinette trug. Weitere de La Baume lassen sich zudem im späten 15. Jahrhundert Herr von Attalens (französisch Seigneur d'Attalens) nachweisen.
Im November 1475 wurde Attalens während der Burgunderkriege durch ein Freiburger Kontingent zerstört, aber im Frieden von Freiburg (1476) an das Haus Savoyen zurückgegeben. Karl III. von Savoyen verkaufte die Burg Attalens im Jahr 1523 an das Domkapitel von Lausanne. Sein Rückkaufsrecht trat er acht Jahre später an Charles de Challant ab, doch bereits im Februar 1536 eroberten die Freiburger im Rahmen der Italienischen Kriege auch Attalens und wurden neue Landesherren. Nach einem kurzzeitigen Erwerb der Herrschaft Attalens (1556–1558) folgte der endgültige Kauf durch Freiburg im Jahr 1615. Damit endete auch die Phase der Familie de Challant in Schloss Attalens, die wohl massgeblich am Wiederaufbau beteiligt war. Freiburg verwandelte die Herrschaft in eine Vogtei und legte diese drei Jahre später erneut mit der Herrschaft Bossonnens zusammen. Das Schloss wurden in Teilen neu erbaut und insbesondere die imposante Turmfront im Osten gestaltet. Vogteisitz blieb Attalens bis zum Einmarsch der Franzosen im Jahr 1798, die die Vogtei aufhoben. Bis zum Jahr 1848 war der Ort Teil des Distrikts Châtel-Saint-Denis, die Gemeinde erwarb das Vogteischloss im Jahr 1804 vom Kanton.

## Baubeschreibung

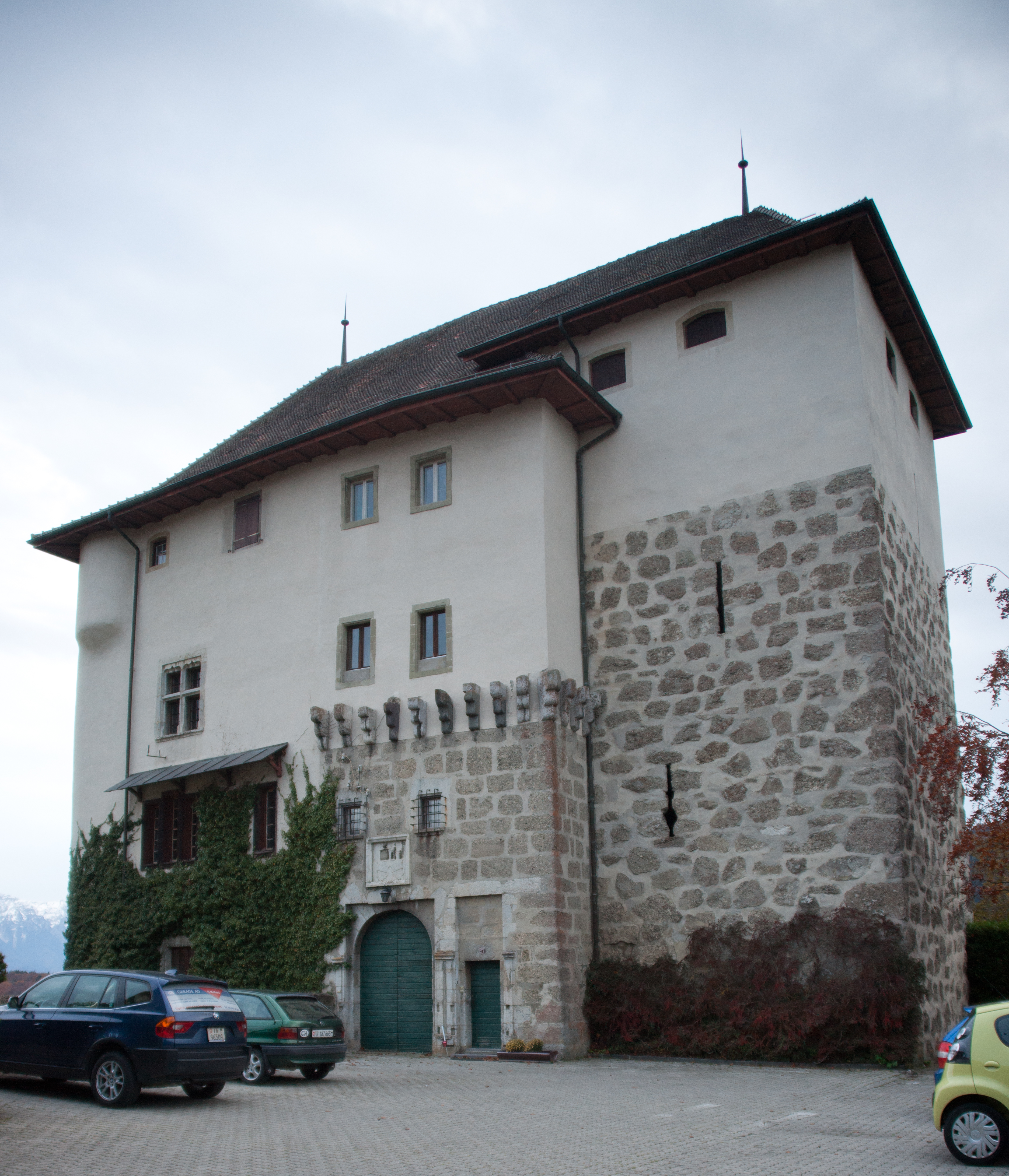
Ostfassade der Turmfront

Ansicht von Süden (1936)

Aus dem Jahr 1758 ist eine Ansicht der Gesamtanlage von David Herrliberger erhalten, die sie noch in ihrem vollen Umfang als Vogteischloss zeigt. Durch die Umbauten des 19. Jahrhunderts wurde das Aussehen des Schlosses verändert. Es gleicht dennoch im Wesentlichen der heutigen Anlage, nur dass der Westbau beseitigt und die Turmdächer abgeflacht wurden. Die Dachgestalt und Fensteraufteilung des Südbaus (Wohntrakt) zeigt sich hingegen heute wie vor 250 Jahren. Einzig der Aborterker ist hier verschwunden und wurde durch Fenster ersetzt. Raemy (2004) sieht Ähnlichkeiten der Gesamtanlage zu dem Schloss d’Oron.
Die Ostfassade besteht aus zwei massiven Türmen, von denen der nördliche im Jahr 1758 noch ein Pyramidendach besass, wohingegen der südliche von einem Walmdach bekrönt war, auf dem sich zwei Wetterfahnen auf dem östlichen und westlichen Dachgrat befanden. Auch der Nordturm sowie ein Erkertürmchen an der Südost-Ecke trugen einen solchen Windanzeiger. Heute befinden sich alle drei Elemente der Ostfassade unter einem Dach, das im Fall des Nordturms etwas weiter oben ansetzt. Der Grund hierfür ist offenbar in dem vierten Hauptelement der Ostfront zu suchen: zwischen den beiden rechteckigen Haupttürmen befand sich über dem Tor ein kleinerer runder Turm, der als Wachturm diente, und durch einen Aufbau bis zur Traufe an das neue Hauptdach herangezogen wurde. Über dem Eingang zum Innenhof, der durch ein rundbogiges Tor führt, wurde ein Wappenstein angebracht. Daneben gibt es noch eine rechteckige Tür als Eintrittsmöglichkeit.
Die Grundmauern des südlichen Wohntraktes nutzen teils direkt den Fels als Fundament. Der Nordtrakt ist nur halb so lang. An dieser Stelle ragt auf der Ansicht von 1758 ein hohes Turmdach empor. Nicht erhalten ist zudem ein Turmerker an der Südwestseite sowie ein dort aus der Gebäudeflucht nach Süden heraustretender Gebäudeteil. Der beseitigte Westteil besass ebenfalls ein Mansarddach mit zwei Wetterfahnen, so dass die Gesamtanlage von diesen Windanzeigern insgesamt mindestens neun aufwies, denn an der Nordwestecke ragte eine weitere heraus und auch der Südwesterker und der hohe Turm waren so bekrönt. In Anlehnung an diese ehemalige Dachlandschaft besitzt die Turmfront heute ähnliche Grat-Aufsätze, die jüngeren Datums sind, da sie auf einer Ansicht aus dem Jahr 1936 fehlen, und die keine Wetterfahne tragen. Der Nordturm besitzt zudem zwei Schiessscharten gen Osten. Der Südturm wurde wohl schon ursprünglich als Wohnturm erbaut.
Ähnlich vielgestaltig ist die Westfassade der Ostfront. Auch hier setzt das Dach des Nordturms weiter oben an als das des Südturms. Ein im Winkel zum Wohntrakt stehender Turm war vielleicht jener herausragende Turm mit der hohen Dachhaube. Er fungiert heute als Treppenturm zwischen den Gebäudeteilen und mit Eingang im Hof. Auch der eigentliche Torbau lässt sich von der Hofseite aus besser erkennen. Er reicht hier bis knapp unter das Dach des Südturms, hat über dem Erdgeschoss noch zwei Geschosse und grenzt an den nördlichen Flügelbau. Die Hofarchitektur ist teils recht schlicht aus Holz ausgeführt. Das rechteckige Areal ist durch eine Ringmauer geschützt.

## Nutzung
Die Gemeinde machte aus dem ehemaligen Vogteischloss im Jahr 1882 ein Spital, dann ein Alters- und Pflegeheim. Eine Bildunterschrift aus dem Jahr 1936 bezeichnet es als Armenhaus, zudem war es zeitweise Waisenhaus. Seit 1968 ist die Anlage in Privatbesitz und das Pflegeheim umgezogen. Neben der Wohnraumnutzung wird das Schloss auch für Konzerte genutzt, die durch die Société de développement d’Attalens veranstaltet werden. Das Schweizerische Inventar der Kulturgüter von nationaler und regionaler Bedeutung führt das Schloss auf seiner Liste als B-Objekt – d. h., es besitzt regionale historische Bedeutung – mit der KGS-Nummer 1936.